# Joseph Bernardin
Joseph Louis Bernardin (Columbia, 2 aprile 1928 – Chicago, 14 novembre 1996) è stato un cardinale e arcivescovo cattolico statunitense.

## Biografia

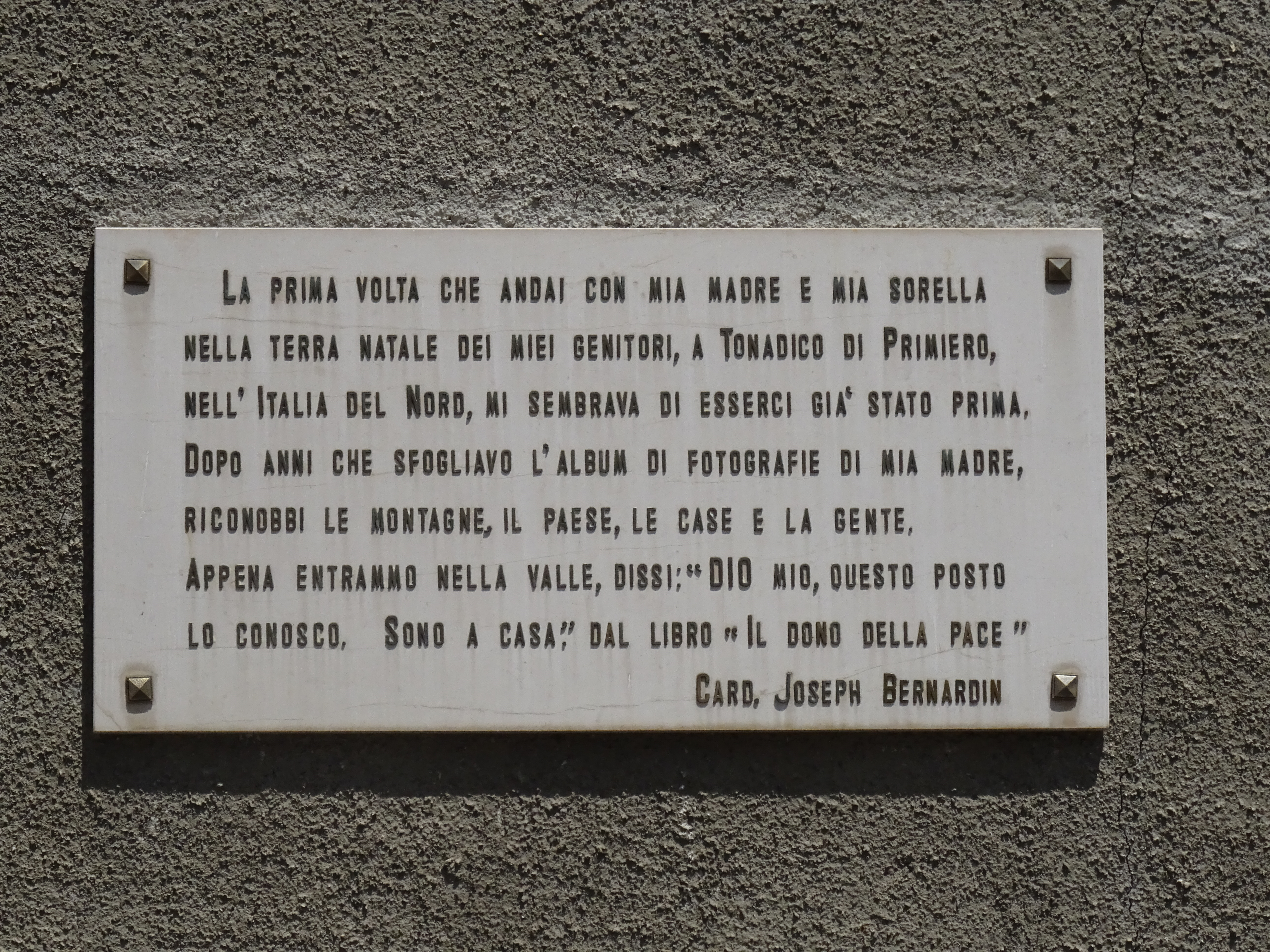
Targa con citazione del cardinal Bernardin affissa a Tonadico, in Primiero (Trentino)

Nacque nell'aprile 1928  a Columbia, nella Carolina del Sud, da Joseph e Maria Maddalena Simion, una coppia di immigrati italiani originari di Tonadico, nel Trentino. Il padre, con lo stesso nome del figlio, era emigrato negli Stati Uniti all'inizio degli anni Venti e lavorava nella cave di pietra del Vermont. Poi era tonato in Italia sposando nel 1927 Maria Maddalena che faceva la sarta. Con la giovane moglie era quindi ripartito per gli Stati Uniti, stabilendosi questa volta nella Carolina del Sud. Un anno dopo vide la luce il piccolo Joseph che fu battezzato e confermato nella chiesa cattolica di San Pietro a Columbia. Suo padre morì di cancro quando Bernardin aveva sei anni. Si è assunto la responsabilità di sua sorella minore, Elaine, mentre la madre lavorava sempre come sarta.
L'ambizione accademica originale di Bernardin era quella di diventare un medico, ispirandolo a iscriversi al programma pre-medico presso l'Università della Carolina del Sud. Alla fine del primo anno, nel 1945, la vocazione. Si è quindi trasferito al Saint Mary Seminary di Baltimora, nel Maryland, per poi ottenere un Bachelor of Arts in Filosofia nel 1948 e quindi completare gli studi teologici alla Catholic University of America a Washington.
Il 26 aprile 1952, Bernardin fu ordinato sacerdote della diocesi di Charleston da John J. Russell nella chiesa di St. Joseph. Questa diocesi copre l'intero stato della Carolina del Sud. Durante i suoi 14 anni di mandato presso la diocesi di Charleston, padre Bernardin ha servito sotto quattro vescovi in qualità di cancelliere, vicario generale, consigliere diocesano e, quando la sede era vacante, amministratore diocesano. Nel 1959, Papa Giovanni XXIII nominò Bernardin ciambellano pontificio con il titolo Very Reverend Monsignor.

### Vescovo ausiliare di Atlanta
Il 9 marzo 1966 Papa Paolo VI ha nominato monsignor Bernardin vescovo titolare di Lugura e Vescovo Ausiliare della Arcidiocesi di Atlanta. Bernardin, a soli 38 anni, diventa così il più giovane vescovo d'America. Dal 1966 al 1968, è stato anche rettore della Cattedrale di Cristo Re ad Atlanta, in Georgia. Secondo monsignor Kenneth Velo, ex assistente esecutivo di Bernardin e capo della Catholic Church Extension Society, è stato nel sud americano prevalentemente battista che Bernardin ha imparato l'ecumenismo.
Nel 1968 si dimise da vescovo ausiliare di Atlanta per diventare il primo segretario generale della Conferenza nazionale dei vescovi cattolici, carica che mantenne fino al 1972. Nel 1969 il vescovo Bernadin fu determinante nella fondazione di uno dei programmi più influenti e di successo della conferenza, la "Campagna contro la povertà per lo sviluppo umano".

### Arcivescovo di Cincinnati
Il 21 novembre 1972 Papa Paolo VI ha nominato Bernardin arcivescovo di Cincinnati il 21 novembre 1972. Bernardin ha servito la sede metropolitana di Cincinnati per quasi dieci anni. Mentre era lì, ha nominato la prima donna direttrice del quotidiano arcidiocesano, The Catholic Telegraph. Mentre Arcivescovo di Cincinnati, Bernardin è stato nominato alla Sacra Congregazione dei Vescovi, eletto al Consiglio Permanente del Sinodo dei Vescovi  ed è stato eletto Presidente della Conferenza Nazionale dei Vescovi Cattolici. Ha lavorato per migliorare le relazioni tra cattolici ed ebrei, si è adoperato per una migliore comprensione tra la Chiesa cattolica e le denominazioni protestanti e ha effettuato visite pastorali in Polonia e in Ungheria.

### Arcivescovo di Chicago
Dopo la morte del cardinale John Patrick Cody di Chicago, papa Giovanni Paolo II scelse l'arcivescovo Bernardin, già preminente tra i vescovi americani, alla guida dell'arcidiocesi di Chicago.  È diventato il dodicesimo Vescovo e il settimo Arcivescovo di Chicago. Il 25 agosto 1982 è stato installato ufficialmente nell'incarico dal Delegato Apostolico, Pio Laghi. Bernardin trovò un'arcidiocesi allo sbando, i suoi sacerdoti scoraggiati da anni di amministrazione arbitraria e accuse di cattiva condotta finanziaria. "Con il suo fascino paziente e la sua disponibilità all'ascolto, Bernardin ha riconquistato la fiducia del clero e dei laici...".

### Elevazione a cardinale
Papa Giovanni Paolo II lo elevò al rango di cardinale nel concistoro del 2 febbraio 1983.
Morì il 14 novembre 1996 all'età di 68 anni, per un cancro al pancreas.

## Genealogia episcopale e successione apostolica
La genealogia episcopale è:
- Cardinale Scipione Rebiba
- Cardinale Giulio Antonio Santori
- Cardinale Girolamo Bernerio, O.P.
- Arcivescovo Galeazzo Sanvitale
- Cardinale Ludovico Ludovisi
- Cardinale Luigi Caetani
- Cardinale Ulderico Carpegna
- Cardinale Paluzzo Paluzzi Altieri degli Albertoni
- Papa Benedetto XIII
- Papa Benedetto XIV
- Papa Clemente XIII
- Cardinale Marcantonio Colonna
- Cardinale Giacinto Sigismondo Gerdil, B.
- Cardinale Giulio Maria della Somaglia
- Cardinale Carlo Odescalchi, S.I.
- Cardinale Costantino Patrizi Naro
- Cardinale Lucido Maria Parocchi
- Papa Pio X
- Cardinale Gaetano De Lai
- Cardinale Raffaele Carlo Rossi, O.C.D.
- Cardinale Amleto Giovanni Cicognani
- Arcivescovo Paul John Hallinan
- Cardinale Joseph Louis Bernardin

La successione apostolica è:
- Arcivescovo Daniel Edward Pilarczyk (1974)
- Arcivescovo Thomas Cajetan Kelly, O.P. (1977)
- Vescovo Timothy Joseph Lyne (1983)
- Arcivescovo John George Vlazny (1983)
- Vescovo Plácido Rodríguez, C.M.F. (1983)
- Cardinale Wilton Daniel Gregory (1983)
- Arcivescovo James Patrick Keleher (1984)
- Vescovo Thaddeus Joseph Jakubowski (1988)
- Vescovo John Robert Gorman (1988)
- Vescovo Raymond Emil Goedert (1991)
- Vescovo Thomas George Doran (1994)
- Vescovo Edwin Michael Conway (1995)
- Vescovo Gerald Frederick Kicanas (1995)
- Vescovo George Vance Murry, S.I. (1995)
- Vescovo John Raymond Manz (1996)